# Ohlenstedter Quellseen

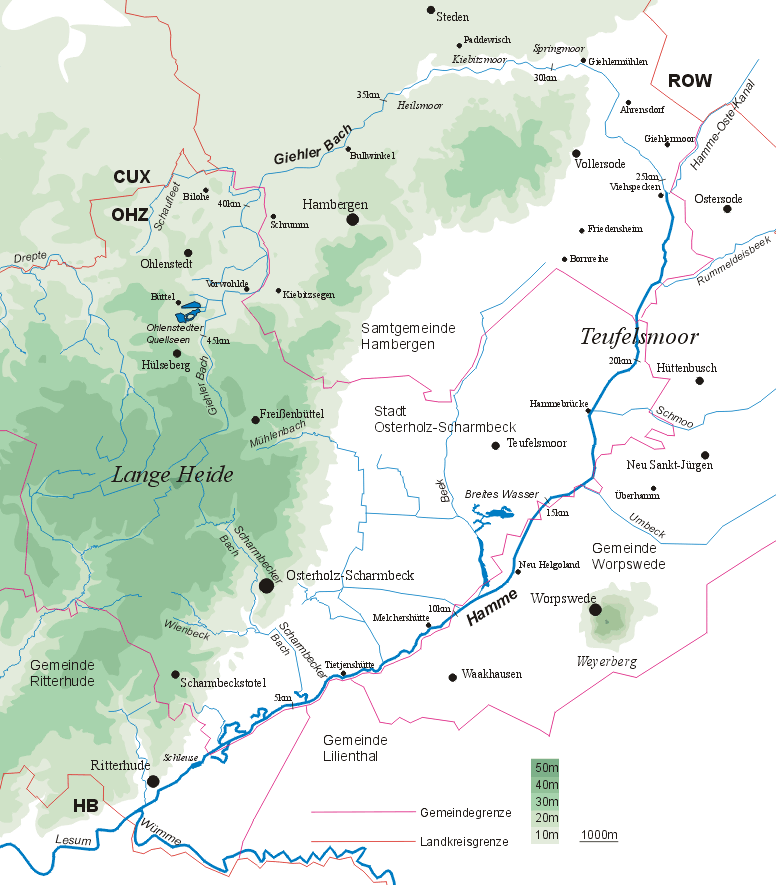
An der Quelle der Hamme befinden sich auch die Ohlenstedter Quellseen.

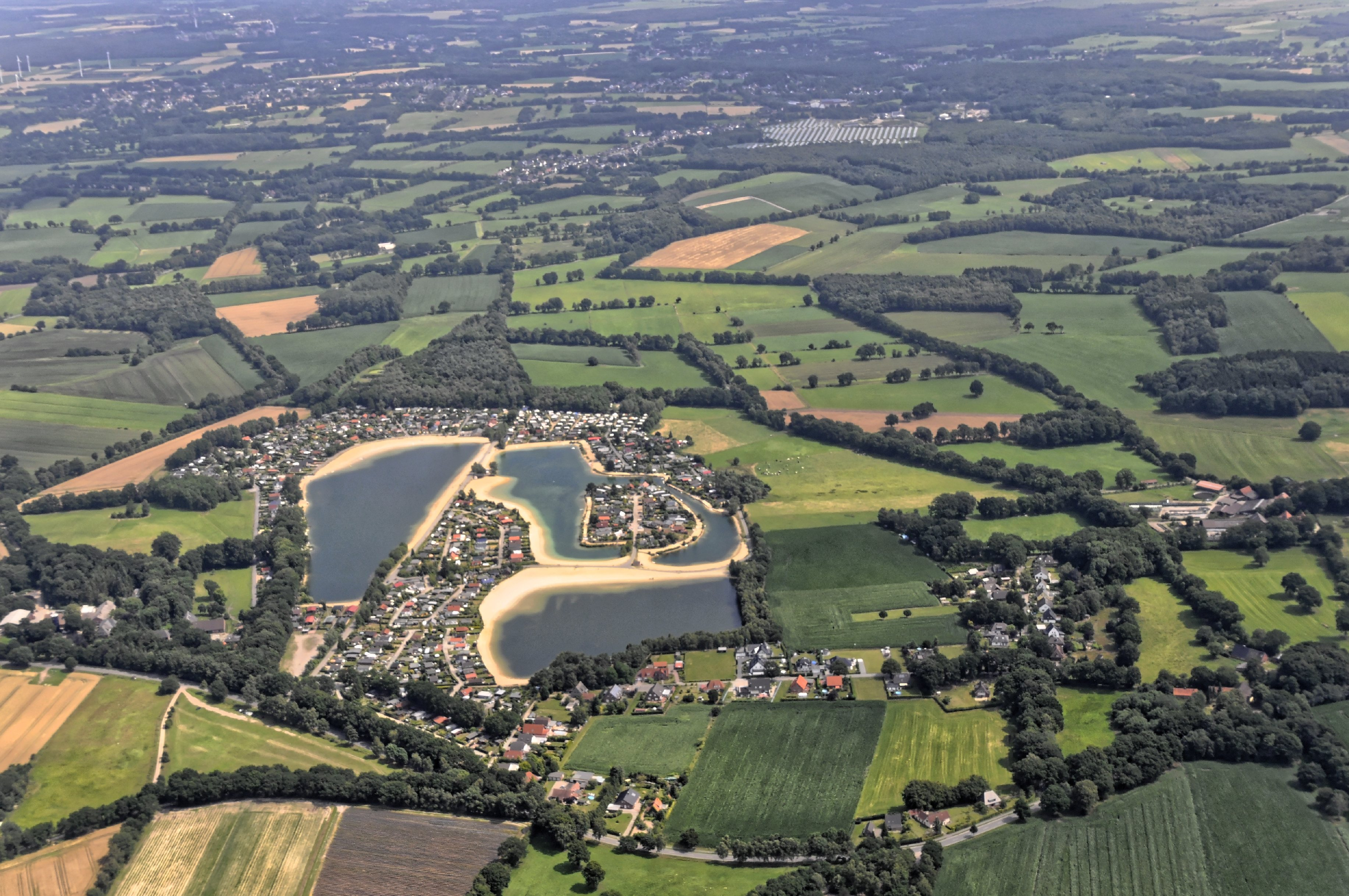
Die Seen von oben

Die  Ohlenstedter Quellseen liegen in den Ortschaften Ohlenstedt und teilweise in Hülseberg, die zur Stadt Osterholz-Scharmbeck im niedersächsischen Landkreis Osterholz gehören.

## Beschreibung
Die Ohlenstedter Quellseen bestehen aus drei Seen:
- Goldbergsee: 3,9 ha
- Maritimsee: 4,1 ha
- Quellsee: 5,7 ha

Sie haben eine Tiefe von 6 bis 12 m und auch etwas Fischbestand. Die Sichtweite im Wasser beträgt etwa 1,5 bis 2,5 Meter. Die Badegewässerqualität jedes einzelnen Sees wird überwacht.
Die Seen sind durch Sandabbau entstanden und gehören damit zu den Baggerseen. Sie gehören zum gleichen hydrologischen System wie die Hamme, da sie vor Ort aus dem gleichen Grundwasser ihr Wasser beziehen, wie der Oberlauf der Hamme, der Giehler Bach. Dieser entspringt auf der Lange Heide und fließt von Süden kommend im Osten an den Seen vorbei und ist damit der Entwässerer der Region.
Zwischen diesen drei Seen und dem Bach befindet sich in unmittelbarer Nähe weitere kleine Wasserbecken und möglicherweise besteht hier über das Grundwasser eine Verbindung nach dem Prinzip der kommunizierenden Röhren. Zwischen diesen und den drei Seen befinden sich zwei weitere Zuläufe zum Giehler Bach; da aber keine oberflächliche Verbindung zum Flusssystem besteht, sind die Seen keine wirklichen Quellseen im Sinne der Definition.

## Tourismus
In den 1950er Jahren baute Erwin Knübel den Sand und Kies auf dem Gebiet ab und gab den Seen und ihrer Umgebung in etwa ihre heutige Form. Anfänglich hatte das Wasser im Prinzip Trinkwasserqualität, da das Grundwasser durch die Kiesschichten gefiltert wurde und glasklar war.  Heute ist das Wasser eher dunkelgrün.
Schon früh wurden die Seen als Badeseen genutzt, da sie über einen insgesamt 5 km langen Sandstrand verfügen, auf dem sich heute auch ein Nichtschwimmerbereich und ein FKK-Strand  befindet. An warmen Sommertagen lagern bis zu 10.000 Menschen an ihren Ufern. Motorbootfahren ist verboten; Surfen ist bei Badebetrieb nicht gestattet; dafür gibt es einen Tretbootverleih. Der Zutritt zum See ist für Besucher in der Regel kostenpflichtig.
Seit 1968 wurde vor Ort gezeltet, woraus sich bis heute ein Campingplatz entwickelt hat. Zahlreiche Ferienhäuser säumen den Rand, die etwa 40 m² groß sind. Kinderspielplatz, Kiosk und Restaurant komplettieren die Infrastruktur für so zahlreiche Besucher.

## DLRG-Wachstation
Die Deutsche Lebens-Rettungs-Gesellschaft (DLRG)-Ortsgruppe Osterholz-Scharmbeck bewacht vom 15. Mai bis 15. September die Seen; außerhalb der Ferienzeit am Wochenende, innerhalb der Ferien auch in der Woche. Die Wachstation ist in einem Holzhaus zentral auf dem Gelände untergebracht. Sie wird während der offiziellen Wachdienstzeit von 10 bis 18 Uhr von einem Wachleiter und acht Wachgängern besetzt.